# موسوعة الرايخ الثالث
موسوعة الرايخ الثالث هو نص من مجلدين حرره Christian Zentner [christian zentner] Friedemann Bedürftig [friedemann bedürftig]،   نشرت لأول مرة باللغة الألمانية في عام 1985.
موسوعة الرايخ الثالث هي مواد مصدر رائدة للمعلومات حول ألمانيا النازية وحكم أدولف هتلر وحزب العمال الألماني الاشتراكي الوطني (الحزب النازي). يغطي النص تقريبًا كل شخصية وتنظيم وحدث رئيسي خلال سنوات ألمانيا النازية. ومع ذلك، فإنه لا يعالج التاريخ العسكري للحرب العالمية الثانية، فقط الدور الذي شاركت فيه ألمانيا النازية من خلال السياسات والتوجيهات الوطنية. يتضمن الإصدار الصلب المؤلف من مجلدين والنسخة الخلفية ذات المجلد الواحد اللاحقة أكثر من 3000 إدخال موضوع محدد وأكثر من 1200 «رسوم توضيحية مختارة».
يعتبر نصًا نقديًا ويمكن العثور عليه في معظم الجامعات الأمريكية والبريطانية الكبرى. ذكرت مراجعة Library Library أنه «... المصدر المرجعي النهائي للبيانات الأساسية حول الأحداث في ألمانيا الاشتراكية الوطنية. من بين المساهمين بعض أفضل المؤرخين الشباب في جمهورية ألمانيا الاتحادية (ألمانيا الغربية) سابقاً». 